# Johann Baptist Berdellé
Johann Baptist Berdellé (né le 15 mai 1813 à Mayence, mort en juillet 1876 à Munich) est un peintre hessois.

## Biographie
Berdellé étudie à partir de 1830 à l'académie des beaux-arts de Munich. Entre 1837 et 1839, il vient à l'académie des beaux-arts de Düsseldorf où il est l'élève de Karl Ferdinand Sohn. En 1840, il participe à la plus grande exposition de Munich. De 1841 à 1844, il est l'élève à Paris de Paul Delaroche et Charles Gleyre. En 1850, il fonde une école de peinture et de dessin à Munich. Entre 1852 et 1855, il s'installe en Russie où il exécute les commandes dirigées par le colonel Andreï Ivanovitch Barychnikov pour la décoration de la nouvelle église orthodoxe grecque de Kazan.